# Vințu de Jos
Vințu de Jos, conosciuto anche come Vinț (in tedesco Unter-Wintz, Winzendorf, Weinsdorf; in ungherese Alvinc; in latino Binstum) è un comune della Romania di 5 400 abitanti, ubicato nel distretto di Alba, nella regione storica della Transilvania.
Il comune è formato dall'unione di 18 villaggi: Câmpu Goblii, Ciocașu, Crișeni, Dealu Ferului, Gura Cuțului, Hațegana, Inuri, Laz, Mătăcina, Mereteu, Pârău lui Mihai, Poienița, Stăuini, Valea Goblii, Valea lui Mihai, Valea Vințului, Vințu de Jos, Vurpăr.